# 南鳩ヶ谷
南鳩ヶ谷（みなみはとがや）は、埼玉県川口市の町名。現行行政地名は南鳩ヶ谷一丁目から八丁目。住居表示実施地区。郵便番号は334-0013。

## 地理
川口市の中央部に位置する。埼玉高速鉄道南鳩ヶ谷駅が地区南部にある。新芝川が中央を流れ、鳩ヶ谷大橋によって南北が結ばれている。

### 河川
- 新芝川

## 歴史

### 沿革
- 1968年（昭和43年）1月1日 - 鳩ヶ谷市大字三ツ和、大字前田、大字辻の各一部から南一丁目〜八丁目が成立[5]。区画整理事業完了に伴う住居表示であった。
- 2011年（平成23年）10月11日 - 鳩ヶ谷市が川口市に編入され、川口市の町名となる。同時に南町が既に存在したため、南鳩ヶ谷一丁目〜八丁目と改称される。

## 世帯数と人口
2018年（平成30年）3月1日現在の世帯数と人口は以下の通りである。
| 丁目           | 世帯数    | 人口     |
| -------------- | --------- | -------- |
| 南鳩ヶ谷一丁目 | 964世帯   | 2,070人  |
| 南鳩ヶ谷二丁目 | 948世帯   | 2,196人  |
| 南鳩ヶ谷三丁目 | 1,036世帯 | 2,381人  |
| 南鳩ヶ谷四丁目 | 1,027世帯 | 2,152人  |
| 南鳩ヶ谷五丁目 | 1,265世帯 | 2,502人  |
| 南鳩ヶ谷六丁目 | 1,124世帯 | 2,607人  |
| 南鳩ヶ谷七丁目 | 1,560世帯 | 3,570人  |
| 南鳩ヶ谷八丁目 | 316世帯   | 610人    |
| 計             | 8,240世帯 | 18,088人 |

## 小・中学校の学区
市立小・中学校に通う場合、学区（校区）は以下の通りとなる。
| 丁目           | 番地 | 小学校                 | 中学校               |
| -------------- | ---- | ---------------------- | -------------------- |
| 南鳩ヶ谷一丁目 | 全域 | 川口市立中居小学校     | 川口市立八幡木中学校 |
| 南鳩ヶ谷二丁目 | 全域 | 川口市立中居小学校     | 川口市立八幡木中学校 |
| 南鳩ヶ谷三丁目 | 全域 | 川口市立中居小学校     | 川口市立八幡木中学校 |
| 南鳩ヶ谷四丁目 | 全域 | 川口市立中居小学校     | 川口市立八幡木中学校 |
| 南鳩ヶ谷五丁目 | 全域 | 川口市立南鳩ヶ谷小学校 | 川口市立八幡木中学校 |
| 南鳩ヶ谷六丁目 | 全域 | 川口市立南鳩ヶ谷小学校 | 川口市立八幡木中学校 |
| 南鳩ヶ谷七丁目 | 全域 | 川口市立辻小学校       | 川口市立里中学校     |
| 南鳩ヶ谷八丁目 | 全域 | 川口市立南鳩ヶ谷小学校 | 川口市立八幡木中学校 |

## 交通

### 鉄道
- 埼玉高速鉄道南鳩ヶ谷駅

### 道路
- 国道122号
- 東京都道・埼玉県道106号東京鳩ヶ谷線

## 施設
一丁目
- 三ツ和公園
- 三ツ和保育所

二丁目
- 川口市立中居小学校
- 中居公園

三丁目
- 実正寺
- やはぎ幼稚園
- 羅羅屋 本社・工場

四丁目
- 武南警察署 南鳩ヶ谷駅前交番
- 前田東公園

五丁目
- 川口市立南鳩ヶ谷小学校
- 前田西野球場
- 十二所神社

六丁目
- 埼玉厚生病院
- 南鳩ヶ谷保育園
- やすらぎ会館

七丁目
- 川口市立辻小学校
- 辻公園
- 東京電力パワーグリッド鳩ヶ谷変電所
- 西光寺

八丁目
- 市営前田住宅
- ちびっこ公園